# Bežično punjenje (induktivno)
Induktivno punjenje (poznatije kao "bežično punjenje") koristi elektromagnetno polje da prebaci energiju između dva objekta. Ovo se obično radi sa stanicom za punjenje. Energija se šalje putem induktivne spojnice na električni uređaj, koji može da iskoristi tu energiju da bi napunio baterije ili da bi pokrenuo uređaj.
Induktivni punjači obično koriste induktivni kalem da bi kreirali naizmenično elektromagnetno polje iz stanice za punjenje, a drugi induktivni kalem u portabilnom uređaju uzima energiju iz elektromagnetnog polja i konvertuje je nazad u električnu energiju da bi napunio bateriju. Dva induktivna kalema u blizini se kombinuju da bi stvorili elektricni transformer. Veća razdaljina između kalema koji šalje i kalema koji prima može se izvesti kada sistem za induktivno punjenje koristi rezonantnu induktivnu spojnicu.

## Prednosti
- Zaštićene konekcije – nema korozije kada je sva elektronika zaštićena, od vremena ili kiseonika u atmosferi.
- Bezbednije za medicinske implante – za ugrađene medicinske uređaje, omogućava ponovno punjenje/punjenje putem kože umesto da se kroz kožu sprovodi žica, što bi povećalo mogućnost infekcije.
- Izdržljivost – bez potrebe da se konstantno uključuje i isključuje uređaj, što dovodi do manjeg oštećenja na ulazu za punjenje i kablu.
- Nema električnog otpada[2].
- Transfer energije nije radijativni.

## Mane
- Manja efikasnost, višak toplote – glavna mana induktivnog punjenja jeste njegova manja efikasnost i povećano rezistivno grejanje u poređenju sa direktnim kontaktom. Javlja se pri korišćenju niže frekvencije ili starije tehnologije punjenja, što dovodi do sporijeg punjenja i većeg zagrevanja.
- Sporije punjenje – zbog slabije frekvencije uređajima treba više vremena za punjenje kada je količina energije ista.
- Više košta – induktivno punjenje takođe zahteva elektroniku pogona i kaleme u oba uređaja, što povećava kompleksnost i cenu izrade.

Novi pristupi smanjuju gubitke u transferu korišćenjem izuzetno tankih kalema, većih frekvencija i optimizovane elektronike pogona. To dovodi do pojave efikasnijih i kompaktnijih punjača i prijemnika, što olakšava njihovu integraciju sa mobilnim uređajima ili baterijama, uz minimalne potrebe za promenama. Ove tehnologije omogućavaju da vreme punjenja bude skoro isto kao i kod žičnog punjenja, te brzo pronalaze svoje mesto u mobilnim uređajima.

## Spoljašnje veze
- Nameštaj za bežično punjenje
- Induktivno punjenej kod električnih vozila
- Veliki potencijal induktivnog punjenja
- Kako izgleda ceo set za induktivno punjenje